# Fama, Sudor y Lágrimas
Fama, sudor y lágrimas fue un concurso musical transmitido y producido por RCTV, desde 2004 hasta 2006.y por RCTV Internacional en el 2007. La animadora de las temporadas 2004-2006 fue Erika de La Vega y de 2007 fueron Lilian Tintori, Winston Vallenilla y Ernesto Calzadilla.  

## Formato
El programa brindo la oportunidad a los jóvenes venezolanos de salir del anonimato y convertirse en famosos. Para lograrlo, demostraron que no eran pura bulla y que tienen talento que sobra. Inicialmente, se hizo un recorrido por las principales ciudades del país: Valencia, Puerto La Cruz, Barquisimeto, Maracaibo y Caracas, para buscar a los participantes de la primera y segunda temporada del programa. A medida que pase el tiempo, las fases del concurso irán avanzando y la competencia se hizo cada vez más fuerte.  
El ganador será alguien que demuestre sus cualidades vocales, su habilidad para mantener el ritmo, bailar, y su buen desenvolvimiento en escena. Fue transmitido todos los domingos a las 8:00 p. m..

## Primera Temporada 2004
Los dos participantes con la menor nota son los amenazados y el público decidía quien se quedaba y así cada semana.
Animadora: Erika de La Vega
Jurado
1. Mariela Celis
2. Giancarlo Pasqualotto
3. Carla Tofano
4. Pablo Dagnino
5. Bélica

Concursantes
1. Yennifer Castañeda (Ganadora)
2. Carlos Crespo (Primer Finalista)
3. Verónica Martínez (Segunda Finalista)
4. Danny Muñoz (Tercer Finalista)
5. Yokonda Benites (Cuarta Finalista)

## Segunda Temporada 2005
El escenario fue cambiado por uno más amplio y sólo quedaban ocho participantes y sería acumulativa, el público mandaba mensaje con la letra correspondiente de su participante favorito así dándole puntos positivos. Se añadieron dos integrantes más al jurado y quien obtuviera el último lugar consecutivamente quedaba eliminado y uno de los exintegrantes podría volver a la competencia luego de varias galas los tres que acumularon menos nota son eliminados de la competencia. Eran por faces. Premios: 50 Millones de Bolívares, un carro cero kilómetros, un contrato Exclusivo con RCTV y la grabación de su primera producción discográfica.
Animadora: Erika de La Vega
Jurado
1. Daniel Somaróo
2. Pablo Dagnino
3. Carla Tofano

Concursantes
1. Alexander Álvarez (Ganador)
2. Reinaldo Álvarez (Empate Segundo lugar)
3. Yetzibel Urbáez (Empate Segundo lugar)
4. Alicia Hernández  (Eliminado el 19/02/06)
5. Gabriela Lander (Eliminada el 05/03/06)
6. Jose Ciceneri  (Eliminado el 18/09/05)
7. Yohana Sánchez (Eliminada el 05/03/06)
8. Klaurimar Márquez (Eliminada el 18/12/05)
9. Hany Kauam (Eliminado el 06/11/05)
10. Luz Rivero  (Eliminada el 09/10/05)
11. Endry Arrieta (Eliminado el 02/04/06)
12. Alejandro Marcano (Eliminado el 20/11/05)
13. Stepahnia Sánchez (Eliminada el 13/11/05)
14. Josué Castillo (Eliminado el 02/10/05)
15. Luigi Matos (Eliminado el 11/09/05)
16. Jesús Gabriel Parra (Eliminado el 05/02/06 - Rescatado y Eliminado el 05/03/06) †[2]
17. Enller Peña (Eliminado el 27/11/05)
18. Mónica Gómez de La Vega (Eliminada el 26/09/05)
19. Carlos Gómez (Eliminado el 30/10/05)
20. Germily Silva (Eliminada el 04/06/05)
21. Mayré Martínez (Eliminada el 26/03/06)[3]
22. Elisangel Machado (Eliminada el 28/08/05)

## Tercera Temporada 2006
Solo quedaban cinco y el que quedase en el puesto cinco automáticamente quedaba expulsado hasta obtener a los tres participantes para la gran final. Premios: 100 Millones de Bolívares, un contrato Exclusivo con RCTV Internacional y la grabación de su primera producción discográfica
Animadores: Lilian Tintori, Winston Vallenilla y Ernesto Calzadilla
Jurado
1. Daniel Somaróo
2. Pablo Dagnino
3. Carla Tofano

Concursantes
1. José Antonio Rodríguez (Ganador)
2. Rassel Marcano (Primera Finalista)
3. Nakary Palumbi (Segunda Finalista)